# Бурштиновий шлях

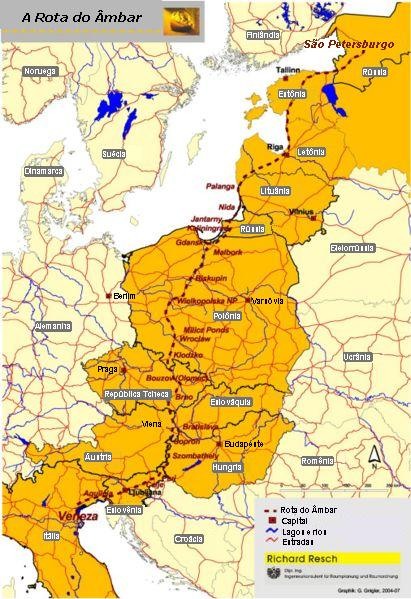
Бурштиновий шлях. Основний маршрут

48°10′27″ пн. ш. 16°58′51″ сх. д. / 48.174239° пн. ш. 16.980829° сх. д.
Бурштиновий шлях — давній маршрут, яким відбувалася передача торгівлі бурштином. Маршрут був складною системою торгових шляхів, якими бурштин доставляли з місць походження (Балтії та узбережжя Північного моря) до Середземномор'я, а, особливо, для Італії, Греції та Єгипту, які в стародавні часи були основними центрами споживання необробленого бурштину. Мінерал був важливим елементом декору та ювелірних виробів бронзової доби.
Вироби з цього каменю знайшли в гробниці Тутанхамона, а також у храмі Аполона в Дельфах.

## Система торгових маршрутів
Бурштиновий шлях — це один із стародавніх маршрутів усіх історичних доріг, якими протягом століть з'єднувались Європа та Азія, території від Північної Африки до Балтійського моря.

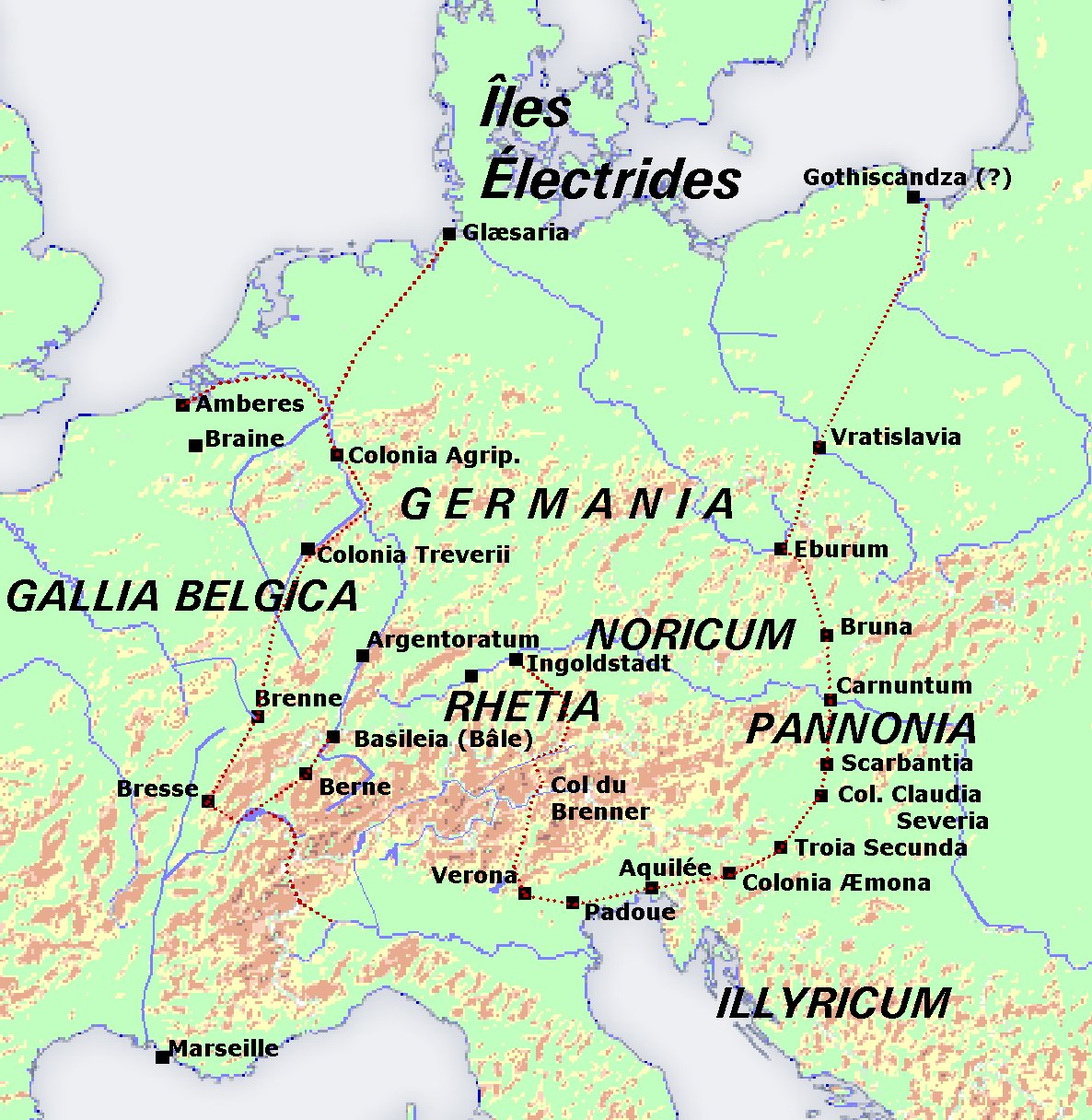
Бурштиновий шлях

З розвитком перших і появою у ІІ–І тисячоліттях до н. е. нових цивілізацій виникають торгові шляхи та ланцюги обміну товарами. В Європі утворили бурштиновий та олов'яний шляхи.
Бурштин перевозили з узбережжя Північного та Балтійського морів шляхом Вісли і Дніпра, річок Італії, Греції, Чорним морем і до Єгипту тисячі років тому.
У римські часи, основний маршрут бурштину проходив від узбережжя, з територій Прусії, перетинав території Бої (нині Чехія і Словаччина) і досягав північної Адріатики — Аквілєї (у наш час — узбережжя Венеціанської затоки), яка була центром торгівлі бурштином. Маршрут також проходив через Чорне море, щоб приєднатися до Шовкового шляху з Азії. Згодом торгівля бурштином процвітала вздовж водних шляхів, які пов'язували Балтійське та Чорне моря.

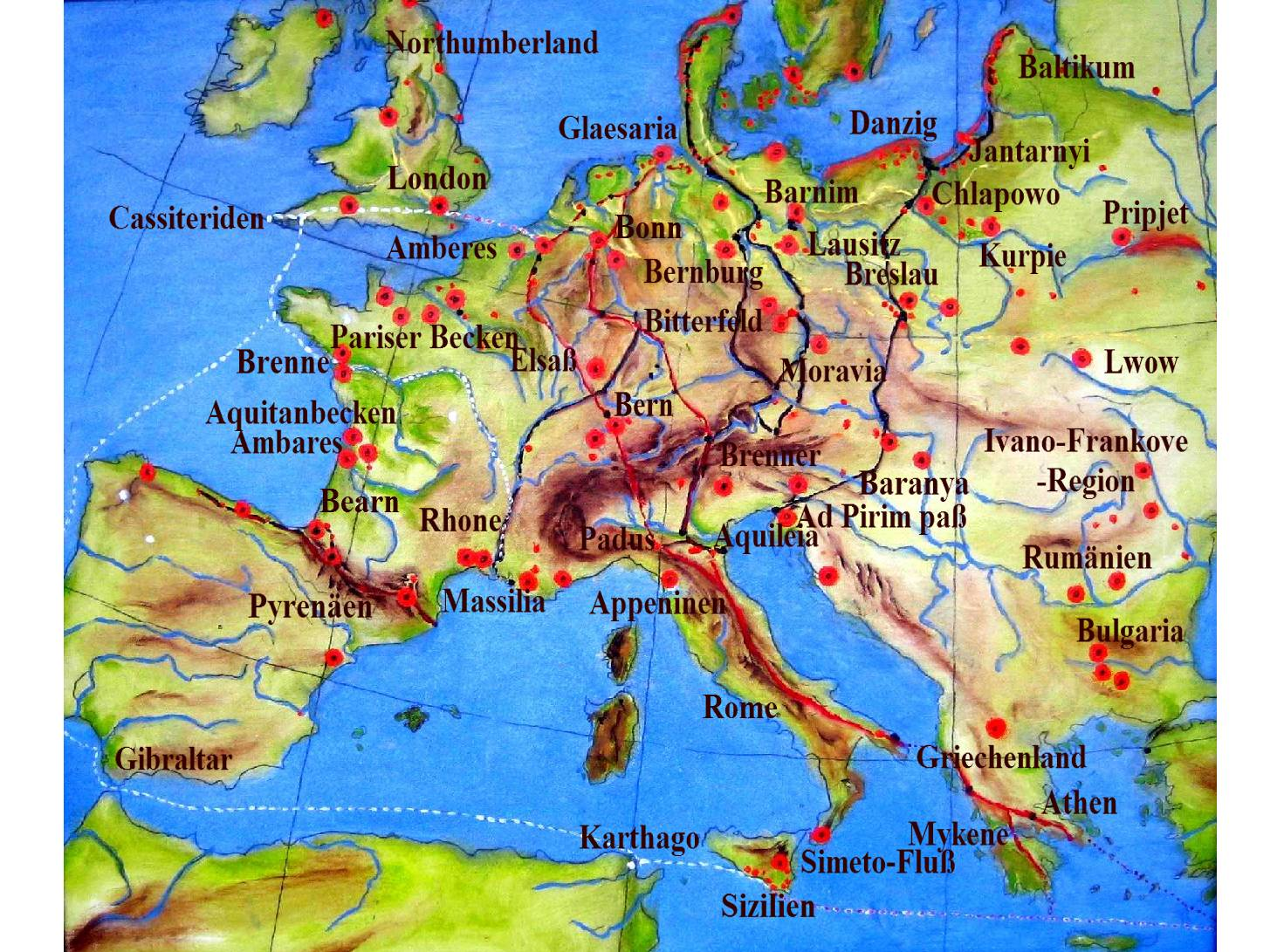
Родовища бурштину в Європі.
Бурштин здавна видобували на узбережжі Балтійського моря — від острова Рюгена до Західної Двіни.

У пізніші часи, Бурштиновий шлях починався з прусських територій Кауп (городище було розташоване поблизу теперішнього села Мохове, на південно-західному куті Куршської затоки) і Трусо. Навіть сьогодні Калінінградську область називають Бурштиновим краєм, оскільки на її території розташовано понад 90 % розвіданих світових запасів цього мінералу.
Існують твердження, що саме Норик контролював знаменитий «Бурштиновий шлях», що починався на північному сході сучасної Італії, в Аквілеї. Маршрут проходив через міста Норика та Паннонії — Емону (тепер Любляна), Саварію (тепер Сомбатгей), Скарбанцію (тепер Шопрон) і Карнунт (тепер Бад Дойч-Альтенбург під Віднем) на Дунаї. З останнього дорога йшла у напрямку до рік Морава і Мура довжиною 600 римських миль (888 км), досягаючи Балтійського узбережжя та племені естіїв. Свідчення про останнє наявне вже у Геродота: 
| “… Адже я не вірю в існування ріки, що називається у греків Ерідан, котра впадає у Північне море (звідти, за розповідями, привозять бурштин)”[6]. |
Бурштиновий шлях проходив і через Галицьку землю: 1) Вісла — Сян — Дністер та 2) Німан — Західний Буг — Дністер, і з'єднував Балтійське та Чорне моря.
На нижній Віслі у Вроцлаві (Бресляу, Переяслав) було перевалочне торжище. Саме звідти надходив бурштин у міста північної Італії.
Археологічні дослідження давніх білоруських міст дозволяють зробити висновок, що потоки візантійського імпорту в Городненське князівство та Полоцьку князівство йшли в основному через Волинь, тобто давнім бурштиновим шляхом.
Ю. Колосовська звернула увагу на те, що намисто з бурштину латиняни називали словом «monilia», що дуже схоже на болгарське та українське «моністо». Колосовська вважає, що це слово занесене у Середнє Подніпров'я з берегів Адріатики.
В регіоні Чорного моря, окрім Бурштинового шляху, проходив і Шовковий шлях.

### Детальні мережі торгового маршруту. Вплив на цивілізації
Західноєвропейський бурштиновий шлях проходив по Рейну, Ельбі.
Давній Центрально-європейський бурштиновий шлях зв'язував усю Європу в систему трьох морів: Балтійського, Адріатичного й Чорного. Із Балтійського моря цей бурштиновий шлях ішов з р. Вісла до Дунаю (через р. Варта—р. Одра—р. Морава). З Дунаю виходив у Чорне море або Адріатичне (через р. Раба, р. Драва, р. Сава), або навіть Егейське (через р. Морава Балканська, р. Маріца).
Східноєвропейський бурштиновий шлях ішов із Вісли до Дністра: через р.Західний Буг—р. Серет або через р.Сян (Ярослав)—р. Вишня—р. Вережина чи р. Сян (Перемишль)—р.Вар—р.Стрвяж. Із Дністра йшов прямий шлях до Чорного моря.
Існував ще один шлях від Дністра до Дунаю з виходом до Чорного моря — через Онут-Кучур-Прут-Дереглуй-Серет Карпатський.
Ці головні транс'європейські шляхи існували ще в епоху міді й бронзи (ІІІ–ІІ тис. до н. е.). Цей період був часом зародження міжрегіональної торгівлі, коли почали діяти перші великі торгові шляхи: соляні, бурштинові, мідні, олов'яні, шовкові тощо. Більшість із цих шляхів були й транскарпатськими і об'єднувалися в одну транскарпатську систему, оскільки в Карпатському регіоні були одні з найбільших у Європі родовищ міді, срібла та солі, а з Одера йшло в Карпати олово, яке потрібне для виготовлення бронзи. Одночасно ці шляхи визначають і напрямки міграцій.

#### Міграції і завоювання
Тогочасний західноєвропейський бурштиновий шлях визначає напрямки міграції населення неолітичної культури лінійно-стрічкової кераміки, енеолітичної (трипільської, гумельницької, лендельської, лійчастого посуду та кулястих амфор), бронзової доби (культури шнурової кераміки, комарівсько-тшинецької, ноа, фракійського гальштату, голіградської), ранньозалізної доби (пшеворської, зарубинецької, липицької тощо).
Східноєвропейський бурштиновий шлях визначає як напрямки міграцій прафракійських, праслов'янських, балтських і германських племен, але часто є й межею їх відповідних археологічних культур.
Германські племена у ІІІ–ІІ ст. до н. е. бурштиновими шляхами завойовували Центральну Європу. Одна їхня група йшла по Ельбі до верхів'їв Рейну й Дунаю, а друга — по Віслі до Дунаю. У перші століття нашої ери вони рушили вже на територію провінцій Римської імперії.
Особливого значення набули бурштинові шляхи в римський час (II–VI ст. н. е.). Ця «золота доба» європейської торгівлі та розповсюдження римського економічного й військового впливу та римської культури (у тому числі християнства) була перервана аварами (568–729 рр.).
Бурштинові шляхи мали надзвичайно велике значення і як трансготські й трансслов'янські шляхи міграцій. Готські (східногерманські) військові дружини були організаторами численних сухопутних, а також річкових і морських походів до Римської імперії. На території України, Молдови й Румунії готи перебували майже 200 років. Основною їх територією стала в II ст. н. е. багата на річки й озера Волинь, слов'янське населення якої вимушено переселилося на Прикарпаття.
Захопивши Волинь, готи через Західний Буг і Серет дійшли до Дністра, де розділились: одні пішли вниз Дністром до Чорного моря, а інші через Серет Карпатський дійшли до Дунаю. Остготи стали політичним стержнем поліетнічної провінційно-римської черняхівської культури, поширеної в ІІ–V ст. на великій території України, Молдови й Румунії. Володіючи всім Східноєвропейським бурштиновим шляхом, готи мали вихід як до Балтійського, так і до Чорного моря. Тому східноримська (візантійська) імперія була змушена використовувати активніше Волзький шлях, а західноримська імперія — морський. Нижня ділянка бурштинового шляху (Дністер — Серет Карпатський), очевидно, деякий час була границею остготів і вестготів. Останні зайняли карпатську Дакію (270–375 рр.), яку після них захопили гепіди.
Як і готська, слов'янська міграція старими бурштиновими шляхами з V ст.*
особливо добре простежується археологічно в напрямку поширення найдавніших слов'янських пам'яток празького типу на Середній Дунай через Дністер—Віслу—Мораву й через Дністер—Серет Карпатський на Нижній Дунай. Уперше виділившись (сформувавшись після загальної політичної й економічної кризи) з поліетнічної черняхівської культури на Середньому Подністров'ї (контактна зона фракійців-германців-слов'ян-сарматів), носії празько-корчацької культури до кінця VII ст. освоїли землі Моравії, Словаччини й Чехії. У VI ст. частина слов'янського населення Прикарпаття повернулася на землі Волині, залишені готами. Ці події стали тими першими історичними віхами, які визначили на багато століть етнічну та культурну спорідненість населення галицько-волинських земель. Буго-Дністровська ділянка Вісло-Дністровського (Дунайського) шляху знову була в руках слов'ян Волині й Прикарпаття. У VI–VII ст. слов'янське населення празької культури (склавіни) й пеньківської (анти), вийшовши на Дунай, пішло далі на південь й опанувало землі Балкан. Зокрема, прикарпатські хорвати заселили традиційно близькі їм за природно-кліматичними умовами гірські й передгірні райони Верхньої Драви та Сави. Таким чином, балканські хорвати взяли під свій контроль південну частину бурштинового шляху з виходом до Адріатичного моря (м. Аквілея). Прикарпатські хорвати тримали традиційно нижню ділянку Східноєвропейського бурштинового шляху з виходом до Чорного моря й Дунаю.
З бурштиновими шляхами великою мірою були пов'язані й перші державотворчі процеси: утворення держав Само (625–659 рр.), Великої Моравії, Чехії, Польщі, Великої Хорватії, Київської Русі. Уся їх рання історія була історією боротьби за контроль над цими транс'європейськими шляхами. Ті шляхи, які ще недавно їх об'єднували в один-єдиний слов'янський світ, тепер роз'єднали. Зокрема, по Західному Бугу й Сяну пройшла границя між західними та східними слов'янами. Стає більш зрозумілою й проблема боротьби Великої Моравії, а пізніше Чехії, Польщі та Київської Русі за «Червенські гради» (Західна Волинь) і Перемишль (Західна Галичина). Це була боротьба за оволодіння Вісло-Буго-Дністровським і Вісло-Сяно-Дністровським шляхами.

## Бурштиновий шлях місцевими мовами
- Хорватська: Jantarski put
- Чеська: Jantarová stezka
- Німецька: Bernsteinstraße
- Естонська: Merevaigutee
- Угорська: Borostyánút
- Італійська: Via dell'Ambra
- Латиська: Dzintara Ceļš
- Литовська: Gintaro kelias

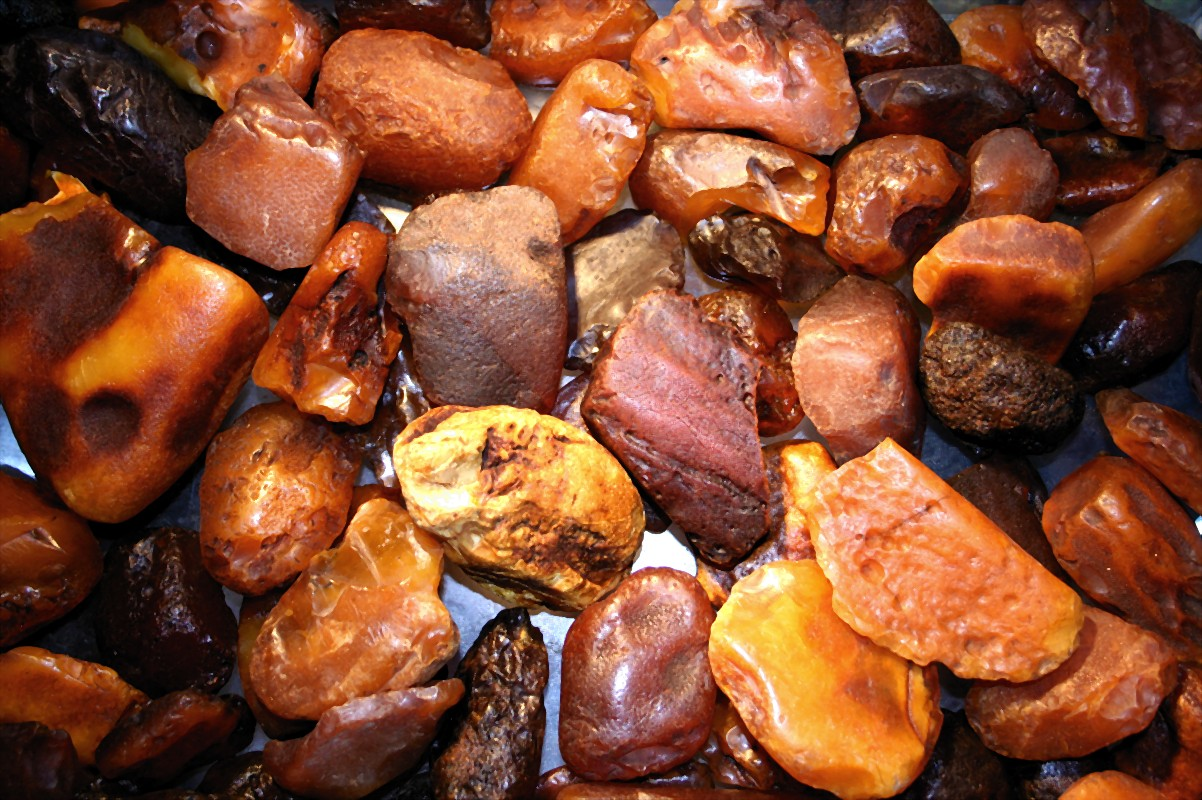
Бурштин

- Польська: Szlak Bursztynowy або Jantarowy Szlak
- Російська: Янтарный путь
- Словацька: Jantárová cesta
- Словенська: Jantarjeva pot

## Фестивальні маршрути
На Рівненщині розроблено фестивальний маршрут «Бурштиновий шлях», який вперше був організований в 2010 році.

## Цікаві факти
Сучасна автомагістраль  A1 у Польщі офіційно носить назву Автомагістраль Бурштинова.